# Argument (logika)
U logici i filozofiji, argument je serija izjava (u prirodnom jeziku), premisa namenjenih utvrđivanju stupnja istinitosti neke druge tvrdnje, zaključka. Logički oblik argumenta na prirodnom jeziku može se predstaviti simboličkim formalnim jezikom, a nezavisno od prirodnog jezika formalno definisani „argumenti” mogu se formulisati u matematici i računarskoj nauci.
Logika je proučavanje oblika obrazloženja u argumentima i razvoj standarda i kriterijuma za procenu argumenata. Deduktivni argumenti mogu biti validni ili zvučni: u validnom argumentu, pretpostavke zahtevaju zaključak, čak i ako je jedna ili više pretpostavki pogrešna, i zaključak je pogrešan; u zvučnom argumentu, istinske premise dovode do korektnog zaključka. Nasuprot tome, induktivni argumenti mogu imati različite stepene logičke jačine: što je argument jači ili ubedljiviji, veća je verovatnoća da je zaključak tačan, što je slabiji argument, manja je verovatnoća. Standardi za ocenjivanje nededuktivnih argumenata mogu počivati na drugačijim ili dodatnim kriterijumima nego što je istina - na primer, uverljivosti takozvanih „tvrdnji o neophodnosti” u transcendentalnim argumentima, kvalitetu hipoteza u retrodukciji, ili čak obelodanjivanju novih mogućnosti za razmišljanje i delovanje.

## Etimologija
Latinski koren arguere (osvetliti, prosvetliti, predstaviti, dokazati, etc.) je iz praindoevropskog argu-yo-, a sufiksna forma je od arg- (sijati; beo).

## Formalni i neformalni argument
Neformalni argumenti kako ih proučava neformalna logika, predstavljeni su običnim jezikom i namenjeni su svakodnevnom diskursu. Formalni argumenti se proučavaju u formalnoj logici (istorijski nazvanoj simboličkom logikom, koja se danas češće naziva matematičkom logikom) i izražavaju se na formalnom jeziku. Neformalna logika naglašava proučavanje argumentacije; formalna logika naglašava implikaciju i zaključak. Neformalni argumenti su ponekad implicitni. Racionalna struktura — odnos zahteva, premisa, naloga, odnosa implikacije i zaključka — nije uvek naglašena i odmah vidljiva i mora biti eksplicitna analizom.

## Analiza argumenata
Cilj rudarenja argumenata je automatsko izdvajanje i identifikacija argumentativnih struktura iz teksta na prirodnom jeziku uz pomoć kompjuterskih programa. Takve argumentativne strukture uključuju premisu, zaključke, šemu argumenata i odnos između glavnog i sporednog argumenta, ili glavnog i kontraargumenta unutar diskursa.

## Literatura
- Shaw, Warren Choate (1922). The Art of Debate. Allyn and Bacon. стр. 74. „argument by analogy.”
- Robert Audi, Epistemology, Routledge, 1998. Particularly relevant is Chapter 6, which explores the relationship between knowledge, inference and argument.
- J. L. Austin How to Do Things With Words, Oxford University Press, 1976.
- H. P. Grice, Logic and Conversation in The Logic of Grammar, Dickenson, 1975.
- Vincent F. Hendricks (2005). Thought 2 Talk: A Crash Course in Reflection and Expression. New York: Automatic Press / VIP. ISBN 87-991013-7-8.
- R. A. DeMillo, R. J. Lipton and A. J. Perlis, „Social Processes and Proofs of Theorems and Programs” (PDF). Communications of the ACM. 22 (5)., 1979.  A classic article on the social process of acceptance of proofs in mathematics.
- Yu. Manin, A Course in Mathematical Logic, Springer Verlag, 1977.  A mathematical view of logic. This book is different from most books on mathematical logic in that it emphasizes the mathematics of logic, as opposed to the formal structure of logic.
- Ch. Perelman and L. Olbrechts-Tyteca, The New Rhetoric, Notre Dame, 1970. This classic was originally published in French in 1958.
- Henri Poincaré, Science and Hypothesis, Dover Publications, 1952
- Frans van Eemeren and Rob Grootendorst, Speech Acts in Argumentative Discussions, Foris Publications, 1984.
- K. R. Popper Objective Knowledge; An Evolutionary Approach, Oxford: Clarendon Press, 1972.
- L. S. Stebbing, A Modern Introduction to Logic, Methuen and Co., 1948. An account of logic that covers the classic topics of logic and argument while carefully considering modern developments in logic.
- Douglas N. Walton, Informal Logic: A Handbook for Critical Argumentation, Cambridge, 1998.
- Walton, Douglas; Christopher Reed; Fabrizio Macagno, Argumentation Schemes, New York: Cambridge University Press, 2008.
- Carlos Chesñevar, Ana Maguitman and Ronald Loui, „Logical Models of Argument”. ACM Computing Surveys. 32 (4): 337—383. 2000.,
- T. Edward Damer (2005). Attacking Faulty Reasoning. ISBN 0-534-60516-8.. 5th Edition, Wadsworth
- Charles Arthur Willard, A Theory of Argumentation. 1989.
- Charles Arthur Willard, Argumentation and the Social Grounds of Knowledge. 1982.
- Salmon, Wesley C (1963). Logic.. New Jersey: Prentice-Hall (1963). Library of Congress Catalog Card no. 63-10528.
- Aristotle (1965). Prior and Posterior Analytics.. Ed. and trans. John Warrington. London: Dent (1964)
- Mates, Benson (1965). Elementary Logic. New York: Oxford University Press. (1972). Library of Congress Catalog Card no. 74-166004.
- Mendelson, Elliot. Introduction to Mathematical Logic. New York: Van Nostran Reinholds Company (.1964).
- Frege, Gottlob (1953). The Foundations of Arithmetic. Evanston, IL: Northwestern University Press. (1980).
- Martin, Brian. The Controversy Manual (Sparsnäs, Sweden: Irene Publishing, 2014).
- Barth, E. M., & Krabbe, E. C. W. (Eds.). „From axiom to dialogue: A philosophical study of logics and argumentation”. Berlin: Walter De Gruyter. 1982..
- Blair, J. A & Johnson, R.H. (1980). The recent development of informal logic. In J. Anthony Blair and Ralph H. Johnson (Eds.). Informal logic: The first international symposium, (pp. 3–28). Inverness, CA: Edgepress.
- Ennis, R.H. (1987). A taxonomy of critical thinking dispositions and abilities. In J.B. Baron and R.J. Sternberg (Eds.), Teaching critical thinking skills: Theory and practice, (pp. 9–26). New York: Freeman.
- Eemeren, F. H. van, & Grootendorst, R. (1992). Argumentation, communication and fallacies. Hillsdale, NJ: Lawrence Erlbaum Associates.
- Fisher, A. and Scriven, M. (1997). Critical thinking: Its definition and assessment. Point Reyes, CA: Edgepress
- Fisher, Alec (2004). The logic of real arguments (2nd изд.). Cambridge University Press. ISBN 978-0-521-65481-4.
- Govier, T. (1987). Problems in argument analysis and evaluation. Dordrecht: Foris.
- Govier, T. (1999). The Philosophy of Argument. Newport News, VA: Vale Press.
- Hitchcock, David (2007). „Informal logic and the concept of argument”.  Ур.: Jacquette, Dale. Philosophy of logic. Elsevier. ISBN 978-0-444-51541-4.. preprint
- Johnson, R. H. (1992). The problem of defining critical thinking. In S. P. Norris (Ed.), The generalizability of critical thinking (pp. 38–53). New York: Teachers College Press. (Reprinted in Johnson (1996).)
- Johnson, R. H. (1996). The rise of informal logic. Newport News, VA: Vale Press
- Johnson, R. H. „The relation between formal and informal logic”. Argumentation. 13 (3): 265—74. 1999..
- Johnson, R. H. (2000). Manifest rationality: A pragmatic theory of argument. Mahwah, NJ: Lawrence Erlbaum Associates.
- Johnson, R. H. & Blair, J. A. „The current state of informal logic”. Informal Logic. 9: 147—51. 1987..
- Johnson, R. H. & Blair, J. A. (1996). Informal logic and critical thinking. In F. van Eemeren, R. Grootendorst, & F. Snoeck Henkemans (Eds.), Fundamentals of argumentation theory (pp. 383–86).  Mahwah, NJ: Lawrence Erlbaum Associates
- Johnson, R. H. & Blair, J. A. (2002). Informal logic and the reconfiguration of logic. In D. Gabbay, R. H. Johnson, H.-J. Ohlbach and J. Woods (Eds.). Handbook of the logic of argument and inference: The turn towards the practical (pp. 339–396). Elsivier: North Holland.
- MacFarlane, J. (2005). Logical Constants. Stanford Encyclopedia of Philosophy.
- Massey, G (1981). „The fallacy behind fallacies”. Midwest Studies of Philosophy. 6: 489—500..
- Munson, R. (1976). The way of words: an informal logic. Boston: Houghton Mifflin.
- Resnick, L. (1987). Education and learning to think. Washington, DC: National Academy Press
- Walton, D. N. (1990). What is reasoning? What is an argument? The Journal of Philosophy, 87, 399–419.
- Weinstein, M (1990). „Towards a research agenda for informal logic and critical thinking”. Informal Logic. 12: 121—143..
- Wenzel, J. 1990 Three perspectives on argumentation. In R Trapp and J Scheutz, (Eds.), Perspectives on argumentation: Essays in honour of Wayne Brockreide, 9-26 Waveland Press: Prospect Heights, IL
- Woods, J. (1980). What is informal logic? In J.A. Blair & R. H. Johnson (Eds.), Informal Logic: The First International Symposium (pp. 57–68). Point Reyes, CA: Edgepress.
- Hitchcock, D (2000). „The significance of informal logic for philosophy”. Informal Logic. 20 (2): 129—138..
- Johnson, R. H. & Blair, J. A. (2000). Informal logic: An overview.  Informal Logic. 20 (2): 93—99. Недостаје или је празан параметар |title= (помоћ)
- Woods, J. (2000). How Philosophical is Informal Logic?  Informal Logic. 20 (2): 139—167. Недостаје или је празан параметар |title= (помоћ). 2000
- Kahane, H. (1971), Logic and contemporary rhetoric: The use of reasoning in everyday life, Belmont: Wadsworth. Still in print as Nancy Cavender; Howard Kahane (2009). Logic and Contemporary Rhetoric: The Use of Reason in Everyday Life (11th изд.). Cengage Learning. ISBN 978-0-495-80411-6.
- Scriven, Michael (1976). Reasoning. New York: McGraw-Hill. ISBN 978-0-07-055882-3.
- Johnson, R. H. & Blair, J. A. (1977). Logical self-defense. Toronto: McGraw-Hill Ryerson.  US Edition. (2006). New York: Idebate Press.
- Fogelin, R.J. (1978), Understanding arguments: An introduction to informal logic, New York: Harcourt, Brace, Jovanovich. Still in print as Sinnott-Armstrong, Walter; Fogelin, Robert (2010), Understanding Arguments: An Introduction to Informal Logic (8th изд.), Belmont, California: Wadsworth Cengage Learning, ISBN 978-0-495-60395-5
- Stephen N. Thomas (1997). Practical reasoning in natural language (4th изд.). Prentice Hall. ISBN 978-0-13-678269-8.
- Irving M. Copi; Keith Burgess-Jackson (1996). Informal logic (3rd изд.). Prentice Hall. ISBN 978-0-13-229048-7.
- Woods, John; Irvine, Andrew; Walton, Douglas N. (2004). Argument: Critical Thinking, Logic and the Fallacies (на језику: енглески). Toronto: Pearson/Prentice Hall. ISBN 978-0-13-039938-0.
- Groarke, Leo (2004). Good reasoning matters! : a constructive approach to critical thinking (3rd изд.). Toronto: Oxford University Press. ISBN 978-0-19-541904-7.
- Douglas N. Walton (2008). Informal logic: a pragmatic approach (2nd изд.). Cambridge University Press. ISBN 978-0-521-71380-1.
- Trudy Govier (2009). A Practical Study of Argument (7th изд.). Cengage Learning. ISBN 978-0-495-60340-5.

## Spoljašnje veze
- Argument на веб-сајту PhilPapers
- Argument на веб-сајту InPho
- „Argument”. Internet Encyclopedia of Philosophy.